# Rodolfo Piza Escalante
Rodolfo Emilio Piza Escalante (San José, 24 de julio de 1930 - 13 de enero de 2002) fue un abogado costarricense.
Estudió en la Facultad de Derecho de la Universidad de Costa Rica y obtuvo un doctorado en derecho en la Universidad Complutense de Madrid. Fue procurador (1959-1961) y diputado por el Partido Nacional Independiente (durante el período legislativo de 1974-1978). Entre 1974 y 1975 también fue diputado al Parlamento Latinoamericano. Entre mayo de 1978 y 1979 fue representante permanente de Costa Rica ante la Organización de las Naciones Unidas.
Entre 1979 y 1981 fue presidente de la Corte Interamericana de Derechos Humanos. Posteriormente, desde 1989 fue magistrado de la Sala Constitucional del Corte Suprema de Justicia de Costa Rica, siendo además su presidente desde 1999 hasta su fallecimiento en el 13 de enero de 2002.
También fue profesor de derecho internacional público, de teoría del Estado, de derecho constitucional, de derecho público general y de derecho administrativo en varias universidades; y observador de la Organización de los Estados Americanos.
Es padre del político Rodolfo Piza Rocafort.